# Corveta

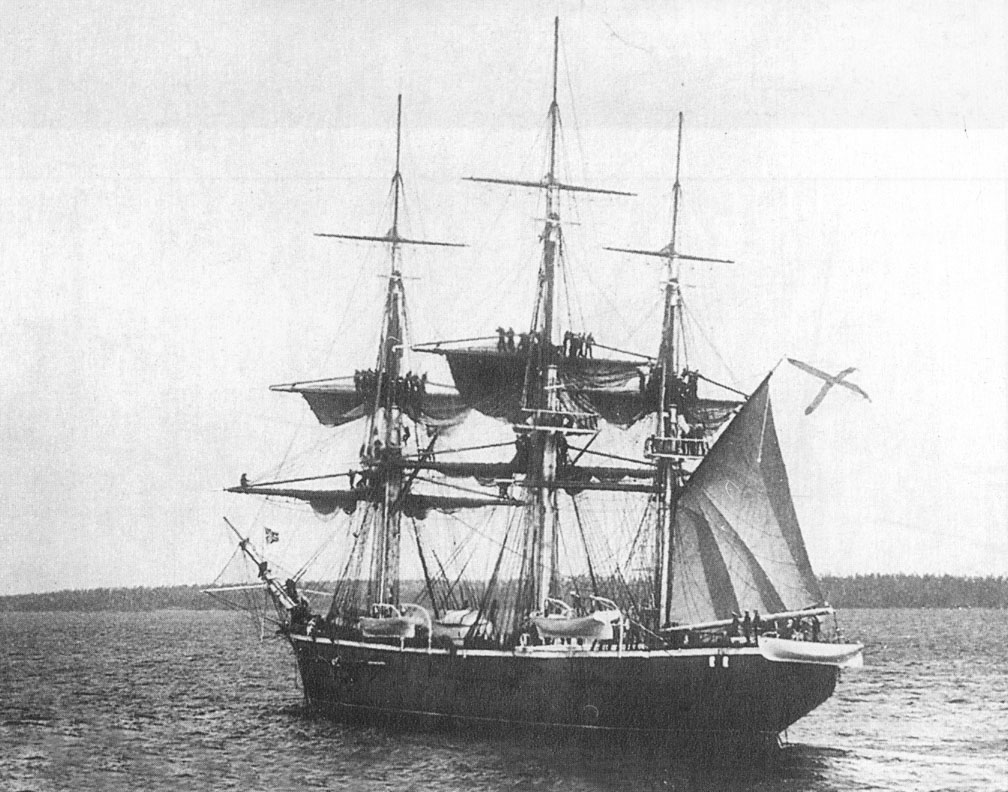
Corveta à vela Boyarin da Marinha Russa — 1855.

A corveta é um tipo de navio de guerra. Atualmente, o termo é utilizado, por diversas marinhas de guerra, para classificar uma gama de navios que vai dos navios de patrulha maiores aos navios de escolta oceânica menores.
A palavra "corveta" é derivada do termo latino "corbita" (pequeno corvo), chegando à língua portuguesa através do termo francês "corvette". Este termo designava originalmente uma embarcação de guerra à vela, de dimensões inferiores às da fragata, surgida nos finais do século XVIII. As corvetas possuíam menores dimensões do que as fragatas, embora também possuíssem três mastros de velame. Ao contrário das fragatas, as corvetas não dispunham de uma bateria inteira coberta de canhões.
O posto naval de capitão de corveta — existente em alguns países como o Brasil — refere-se ao comando de uma corveta.

## As corvetas à vela e a vapor

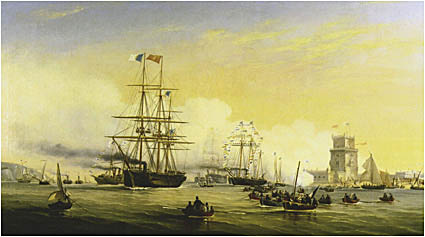
Corveta a vapor Bartolomeu Dias da Marinha Portuguesa — 1858.

Provavelmente foi a Marine royale francesa a iniciar o uso do termo "corveta" para designar pequenos navios de guerra, no final do século XVII. O termo generalizou-se, nas marinhas dos outros países, no final do século XVIII e no início do XIX.
As corvetas do início do século XIX, eram navios semelhantes às fragatas, mas de menores dimensões e, normalmente, sem nenhuma bateria inteira coberta. Tinham mais de 30 metros de comprimento, um deslocamento médio de 400 toneladas, três mastros com velas redondas e estavam armadas com cerca de 24 peças, a maioria delas no convés.
Durante o século XIX, as corvetas seguem um desenvolvimento paralelo ao das fragatas.
Com a introdução da propulsão a vapor nos navios, surgiram as corvetas a vapor. Estas, eram, na verdade, navios mistos, já que mantinham mastros com velas, sendo o vapor apenas uma forma alternativa de propulsão. A construção dos cascos em madeira também foi substituída, progressivamente, pela construção em ferro. Mais tarde, foram instaladas blindagens em alguns destes navios, surgindo as corvetas couraçadas. 
No final do século XIX estes navios tornaram-se completamente obsoletos, sendo substituídos — tal como as fragatas — pelos cruzadores.

## Corvetas na Segunda Guerra Mundial

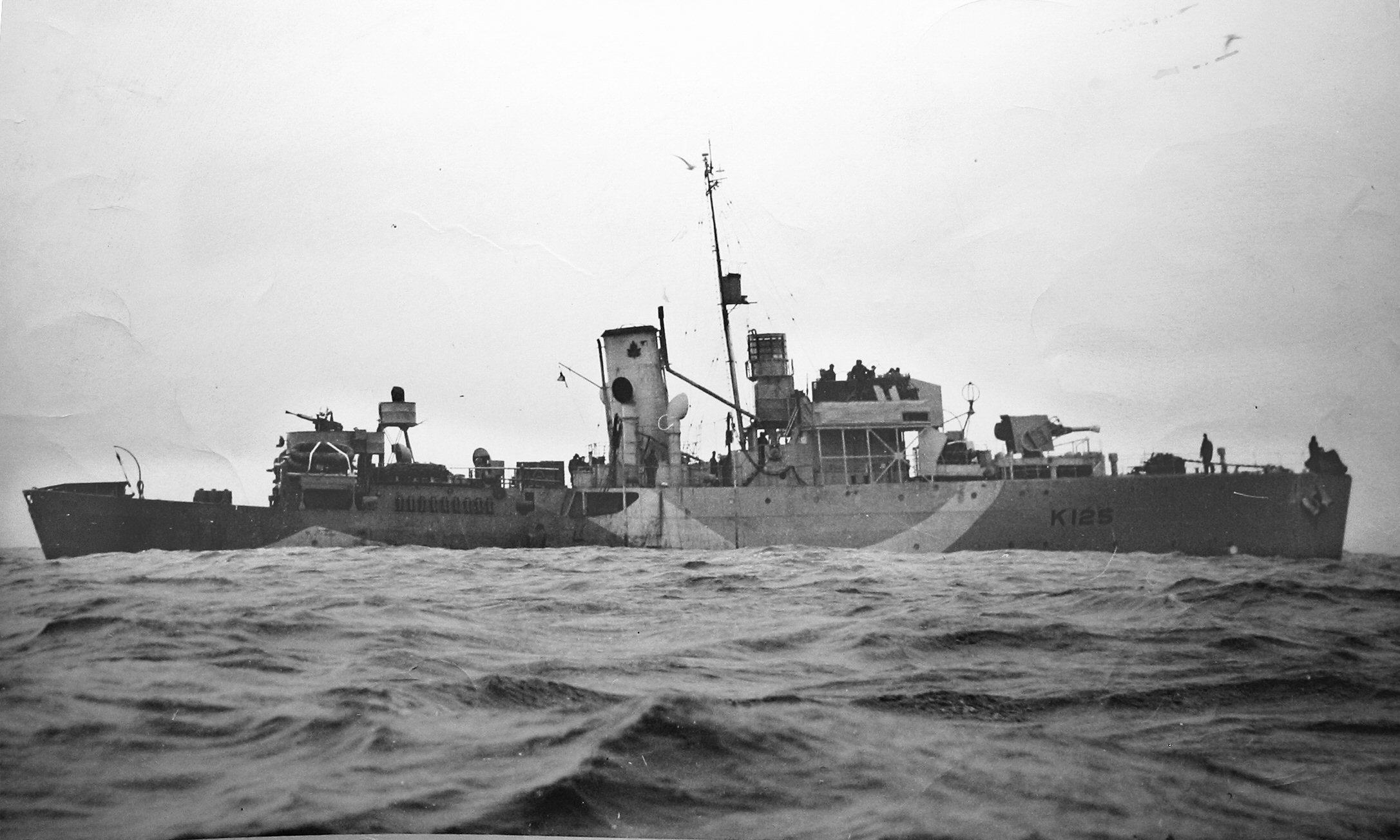
Corveta da classe Flower HMCS Kenogami da Marinha Real Canadiana — 1940.

O termo "corveta" ressurgiu durante a Segunda Guerra Mundial para designar um tipo de navio de escolta e de patrulha oceânica, de construção económica, ao serviço da Royal Navy britânica. O projetista naval William Reed desenhou um pequeno navio, baseado num baleeiro de uma hélice. A simplicidade do projeto permitiria a rápida construção de um grande número de navios em pequenos estaleiros navais sem experiência em embarcações de guerra.
As primeiras corvetas foram as da Classe Flower, projetadas para a patrulha oceânica. Estes navios eram bastante marinheiros e manobráveis. No entanto, as suas capacidades antisubmarinas e antiaéreas eram bastante limitadas. Além disso, tinham uma autonomia limitada, eram lentas — com uma velocidade inferior à dos submarinos alemães à superfície — e com alojamentos para a tripulação com poucas condições. 
As limitações das corvetas levaram à sua substituição progressiva pelas fragatas — navios com características semelhantes, mas maiores, mais rápidos, melhor armados e com duas hélices.

## Corvetas modernas

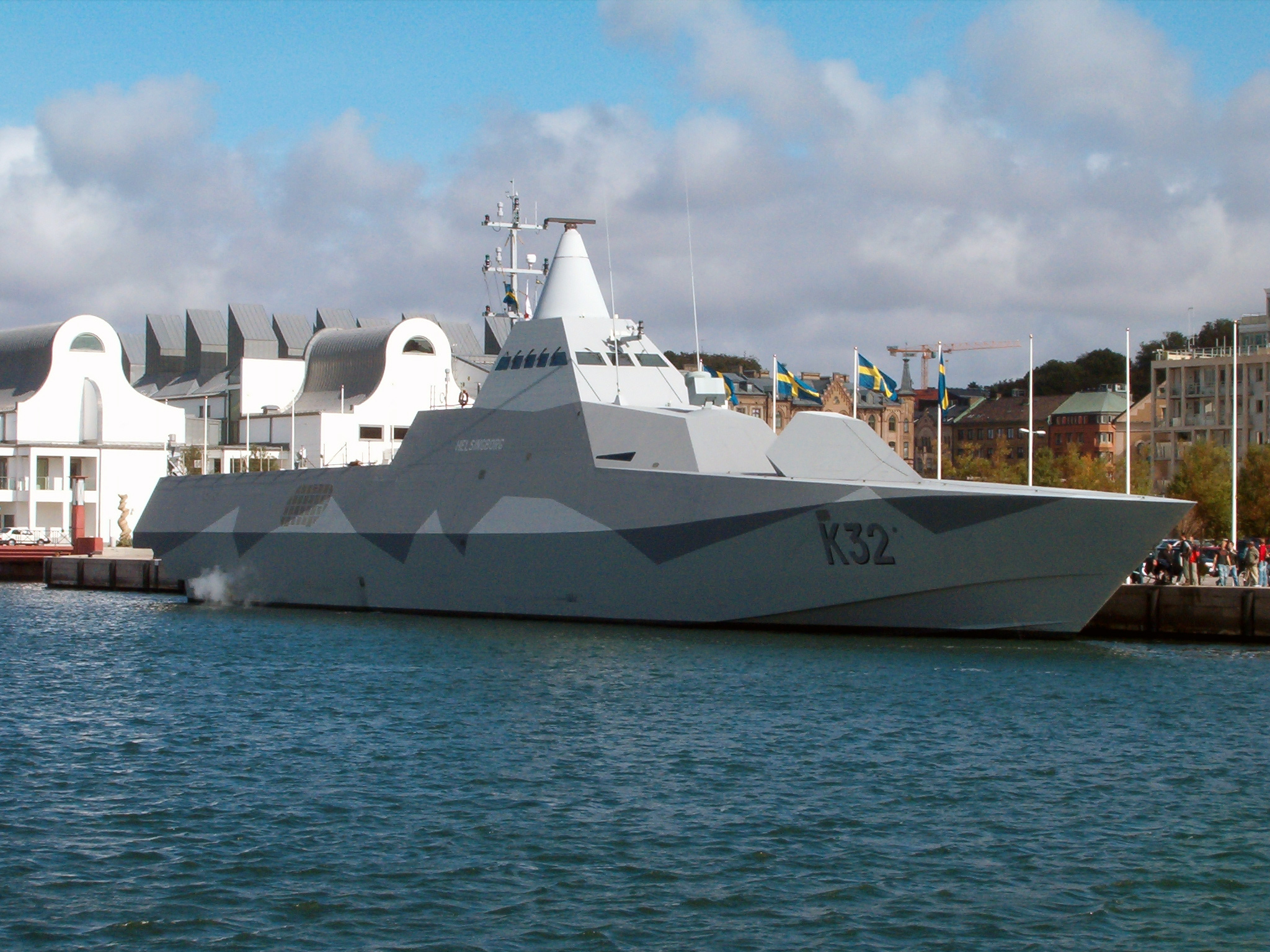
Corveta furtiva HMS Helsingborg da Marinha da Suécia — 2000.

A seguir à Segunda Guerra Mundial passaram a ser classificados como corvetas alguns navios de escolta ou de patrulha, com deslocamentos que vão das 500 às 2 000 toneladas. As corvetas são, normalmente, navios com armamento superior ao dos navios patrulha, mas inferior ao das fragatas ou contratorpedeiros.
Apesar de menores que as fragatas e contratorpedeiros, algumas modernas corvetas são bastante bem armadas, com peças de grande calibre, lança-mísseis e lança-torpedos. Algumas delas dispõem, inclusive, de hangar para helicópteros. Estas caraterísticas, associadas à sua elevada rapidez e manobralidade, permitem-lhes fazer frente a navios de maior porte. É essa a razão pela qual, marinhas de países com reduzidas áreas litorais ou oceânicas, tenham feito da corveta o seu principal tipo de navio de combate de superfície.
Atualmente, o critério para a classificação de uma embarcação de guerra como "corveta" é bastante vago. Existem marinhas que não usam essa classificação, como a Marinha dos EUA e a Marine nationale francesa que classificam os seus navios com características desse tipo, respectivamente como "navios de combate do litoral" e como "avisos". Por outro lado, algumas marinhas classificam como "corvetas", navios que poderiam ser classificados de outro modo, como a Marinha Portuguesa e a Armada Argentina, cujas corvetas, respectivamente, das classes Baptista de Andrade e Espora seriam normalmente consideradas "fragatas" segundo os padrões internacionais.

## Corvetas em várias marinhas

### Brasil

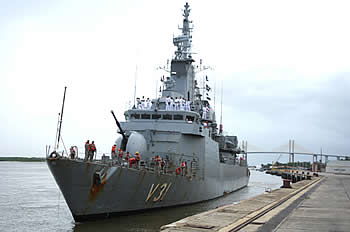
Corveta Cv Jaceguai da Marinha do Brasil.

Originalmente conhecido no Brasil como fragatim ou pequena Fragata nos Estaleiros e Arsenais navio versátil e geralmente de Corsários ligados ao Império do Brasil de 1808–1850, a corveta é um tipo de navio. A palavra é derivada do latim "corbita" (pequeno corvo), através do francês "corvette", referindo originalmente uma embarcação de guerra e Mercante — de — guerra (entre Corsários), à vela, de dimensões inferiores às da fragata, surgida nos finais do século XVIII com esse nome no Brasil.

### Portugal

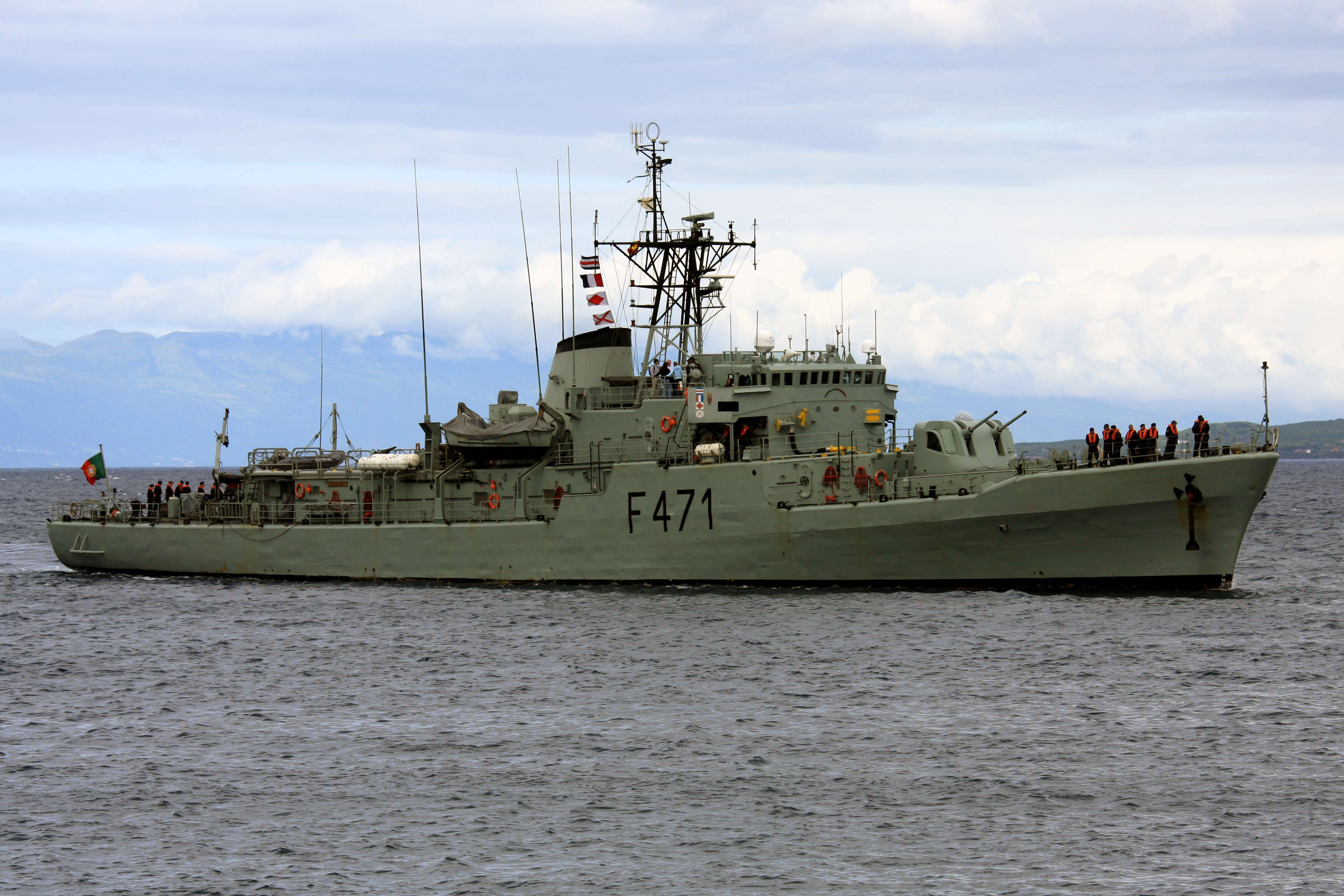
Corveta NRP António Enes da Marinha Portuguesa — 1971.

As corvetas aparecem na Marinha Portuguesa, no início do século XIX por reclassificação das fragatas menores, até aí conhecidas por "fragatinhas". A corveta passa então a ser um navio de três mastros, armado com 24 peças, com características semelhantes às da fragata, mas com dimensões menores.
Em 1858, começam a ser incorporadas as corvetas a vapor — a primeira das quais a Bartolomeu Dias — que se tornam, durante o resto do século XIX, o principal tipo de navio de combate oceânico da Marinha Portuguesa. Em 1875 é aumentada ao efetivo a corveta couraçada Vasco da Gama, o único couraçado da história da Marinha Portuguesa. 
No final do século, as corvetas restantes são abatidas ao serviço e inteiramente substituídas pelos novos cruzadores.
A Marinha Portuguesa só volta a usar o termo "corveta", para classificar um dos seus navios, em 1964. Nesse ano, por necessidades decorrentes da Guerra do Ultramar, o antigo navio hidrográfico NRP Almirante Lacerda é transformado em navio de combate, sendo rebatizado Cacheu e classificado como corveta. Mais tarde são classificados como corvetas os navios das novas classes João Coutinho em 1970 e Baptista de Andrade em 1973. Os navios destas novas classes — tal como a NRP Cacheu — estavam vocacionados para missões de soberania e presença naval nos territórios ultramarinos portugueses, de uma maneira semelhante às antigas canhoneiras do final do século XIX e aos avisos coloniais da década de 1930. No entanto, apesar de classificados como corvetas, pela sua elevada autonomia e capacidade oceânica, os novos navios inseriam-se mais na categoria de fragatas ligeiras.
Atualmente, as corvetas restantes das classes João Coutinho e Baptista de Andrade são usadas, essencialmente, em missões de patrulha oceânica. Deverão ir sendo substituídas, sucessivamente, pelos novos navios de patrulha oceânica da classe Viana do Castelo. Depois da desativação da totalidade daqueles navios, a Marinha Portuguesa deixará, novamente, de ter embarcações classificadas como corvetas.